# Labeobarbus brevicephalus
Labeobarbus brevicephalus és una espècie de peix pertanyent a la família dels ciprínids.

## Descripció
- Fa 31,7 cm de llargària màxima.[5]

## Alimentació
Els joves mengen zooplàncton i insectes, mentre que els adults es nodreixen més de petits mol·luscs i macròfits.

## Hàbitat
És un peix d'aigua dolça, bentopelàgic i de clima tropical (13°N-11°N).

## Distribució geogràfica
Es troba a Àfrica: és un endemisme del llac Tana i els seus afluents (Etiòpia).

## Observacions
És inofensiu per als humans.